# لویی فویاد
لویی فویاد (فرانسوی: Louis Feuillade‎; ۱۹ فوریهٔ ۱۸۷۳ – ۲۵ فوریهٔ ۱۹۲۵) کارگردان برجسته و پرکار سینمای صامت فرانسه بود. او بین سال‌های ۱۹۰۶ تا ۱۹۲۴ بیش از ۶۳۰ فیلم ساخت. فویاد از پیشگامان فیلم‌های سریالی بود و فانتوماس، خون‌آشام‌ها و ژودکس مشهورترین آثارش در این عرصه به‌شمار می‌روند.